# Birgit Diezel
Birgit Diezel, né à Greiz le 10 février 1958, est une femme politique allemande, membre de l'Union chrétienne-démocrate d'Allemagne (CDU).

## Biographie
Avant même d'avoir achevé ses études secondaires, elle occupe, entre 1976 et 1980, un poste de trésorière dans une entreprise de transport routier à Greiz. Parallèlement, elle suit des cours du soir et obtient son Abitur en 1978.
Elle entreprend ensuite, de 1980 à 1984, d'étudier l'économie à l'Université Martin-Luther de Halle-Wittenberg. En 1985, elle part en congé maternité pour deux ans à la suite de la naissance de son deuxième enfant.
Elle entre au département du travail du conseil municipal de Greiz en 1987 et y travaille deux ans.
En 1990, elle est nommée directrice du bureau des reprivatisations de la ville-arrondissement de Gera. L'année suivante, elle entre au bureau des litiges sur les propriétés à Gera. Elle en devient vice-présidente en 1993.
De confession évangélique, Birgit Diezel est mariée et mère de trois enfants.

## Vie politique

### Au sein de la CDU
Elle rejoint l'Union chrétienne-démocrate d'Allemagne (CDU) et en intègre immédiatement le comité directeur régional en Thuringe et le comité directeur municipal à Greiz. Elle quitte ce dernier poste en 1994, année où elle est élue vice-présidente régionale et membre du comité directeur dans la ville-arrondissement de Gera. Deux ans plus tard, elle devient présidente de la CDU dans la ville-arrondissement de Gera et le demeure jusqu'en 2005. Elle y siège depuis comme membre de droit. Elle assure la présidence par intérim de la fédération du parti en Thuringe du 4 septembre au 25 octobre 2009.

### Au sein des institutions
Élue membre du Landtag de Thuringe en 1994, elle en démissionne cinq ans plus tard, à la suite de sa nomination comme secrétaire d'État au ministère régional des Finances.
Le 21 novembre 2002, Birgit Diezel est nommée ministre régionale des Finances par Bernhard Vogel. Elle est confirmée l'année suivante par son successeur, Dieter Althaus, qui en fait sa vice-ministre-présidente à partir du 8 juillet 2004.
À ce titre, elle assure l'intérim d'Althaus du 1er janvier au 20 avril 2009 à la suite de son très grave accident de ski en Autriche.
Lors des élections régionales du 30 août 2009, la CDU subit un sévère recul en perdant près de 15 % des voix et sa majorité absolue. Dieter Althaus démissionne quatre jours après, et elle se retrouve une seconde fois chargée de la direction par intérim du gouvernement régional.
Le 29 septembre, elle est élue présidente du Landtag par 70 voix contre 87 et doit donc renoncer à ses fonctions gouvernementales. Elle est la cinquième personne et troisième femme consécutive à occuper ce poste.